# Wilfred Abse
David Wilfred Abse (1914 – 4. listopadu 2005 Cardiff) byl velšský psychiatr.
Byl bratrem básníka Daniela Abseho a politika Lea Abseho. Jako psychoanalytik strávil většinu své kariéry v Charlottesville. Publikoval v oblasti skupinové terapie a hysterie.

## Dílo
- Clinical notes on group-analytic psychotherapy
- Marital and Sexual Counselling in Medical Practice
- Hysteria and Related Mental Disorders
- The diagnosis of hysteria